# Simulium margaritatum
Simulium margaritatum es una especie de insecto del género Simulium, familia Simuliidae, orden Diptera.
Fue descrita científicamente por Pepinelli, Hamada & Luz, 2006.